# Baidu
Công ty hữu hạn kỹ thuật mạng trực tuyến Bách Độ (Bắc Kinh) (Trung văn giản thể: 百度在线网络技术（北京）有限公司, Trung văn phồn thể: 百度在線網絡技術（北京）有限公司, Hán Việt: Bách Độ tại tuyến võng lạc kĩ thuật (Bắc Kinh) hữu hạn công ty), gọi tắt là Bách Độ hay Baidu, là công ty cung cấp dịch vụ tìm kiếm dữ liệu trên mạng lớn nhất Trung Quốc đại lục, do Lý Ngạn Hoành và Từ Dũng thành lập vào tháng 1 năm 2000 tại Trung Quan Thôn, Bắc Kinh, Trung Quốc.
Tên gọi "Bách Độ" bắt nguồn từ một câu trong bài từ "Thanh ngọc án - Nguyên tịch" của thi nhân Nam Tống Tân Khí Tật: "Chúng lý tầm tha thiên bách độ, mạch nhiên hồi đầu, na nhân khước tại đăng hỏa lan san xứ" (chữ Hán: 眾裡尋他千百度，驀然回首，那人卻在，燈火闌珊處).
Baidu cung cấp một danh mục hơn 740 triệu trang web, 80 triệu hình ảnh và 10 triệu tập tin đa truyền thông. Baidu chia sẻ những nội dung đa truyền thông như nhạc MP3, phim ảnh và là trang web đầu tiên ở Trung Quốc cung cấp giao thức ứng dụng không dây (WAP) và trình tìm kiếm di động dùng trên thiết bị kỹ thuật số hỗ trợ cá nhân.
Baidu Baike là từ điển bách khoa toàn thư tương tự như Wikipedia. Tuy nhiên, khác với Wikipedia, theo quy định ở Trung Quốc, chỉ có những thành viên đã đăng ký mới có thể sửa đổi. Quyền truy cập vào Wikipedia bị chặn gián đoạn hay một số bài viết bị lọc tại Trung Quốc từ năm 2004. Đã có nhiều tranh cãi xoay quanh mức độ hợp tác giữa Baidu với vấn đề kiểm duyệt của chính quyền Trung Quốc.
Baidu là công cụ tìm kiếm lớn thứ 2 trên thế giới - sau Google, nắm giữ 76.05% thị phần tìm kiếm ở Trung Quốc. Tháng 12 năm 2007, Baidu trở thành công ty Trung Quốc đầu tiên có tên trong chỉ số NASDAQ-100. Tháng 5 năm 2018, vốn hóa thị trường của công ty đạt đỉnh 99 tỷ USD. Tháng 10 năm 2018, Baidu lần đầu tham gia vào tổ chức Partnership on AI của Mỹ.